# Lophonycta confusa
Lophonycta confusa là một loài bướm đêm trong họ Noctuidae.